# Lista över biskopar i Århus stift
Lista över biskopar i Århus stift

## Förereformationen
- Reginbrand, biskopsvigd 948 av biskop Adaldag i Hamburg-Bremen.
- Stiftet avvecklades 988, men återinstiftades 1060.[1]
- 1060 Christian (Christiern), deltog i ett av de sista vikingatågen till England 1069-70
- Nämnd 1134 Ulkil eller Ulkeld (Ulfketel), stupade vid slaget vid Foteviken 1134.
- Utnämnd 1134 Illuge
- 1157 - Eskil
- 1165-1191 - Svend
- 1191-1204 - Peder Vognsen
- 1204-1215 - Skjalm Vognsen
- 1215-1224 Ebbe Vognsen
- 1224-1246 Peder Elavsøn
- 1246-1249 ämbetet vakant
- 1249-1260 Peder Ugotsøn
- 1260-1261 ämbetet vakant
- 1261-1272 Tyge den förste
- 1272-1276 Peder den fjärde
- 1276- ca. 1288 Tyge den andre
- 1288-1306 Jens Assersøn (gravsten på altaret)
- 1306-1310 Esger Juul
- 1310-1325 Esger Bonde
- 1325-1352 Svend
- 1352-1369 Poul
- 1369-1386 Oluf
- 1386-1395 Peder Jensen Lodehat
- 1395-1424 Bo Mogensen
- 1424-1449 Ulrik Stygge
- 1449-1482 Jens Iversen Lange
- 1482-1490 Ejler Madsen Bølle
- 1490-1520 Niels Clausen
- 1520-1536 Ove Bille

## Efter reformationen
- 1537-1557 Mads Lang
- 1557-1587 Lauritz Bertelsen
- 1587-1590 Peder Jensen Vinstrup
- 1591-1593 Albert Hansen
- 1593-1626 Jens Gjødesen
- 1626-1643 Morten Madsen
- 1645-1660 Jacob Matthiesen
- 1660-1664 Hans Brochmand
- 1664-1691 Erik Grave
- 1691-1713 Johannes Braem
- 1713-1738 Johannes Ocksen
- 1738-1764 Peder Jacobsen Hygom
- 1764-1777 Poul Mathias Bildsøe
- 1777-1788 Jørgen Hee
- 1788-1805 Hector Frederik Janson
- 1805-1829 Andreas Birch
- 1829-1830 Peter Hans Mønster
- 1830-1845 Jens Paludan-Müller
- 1845-1881 Gerhard Peter Brammer
- 1881-1884 Bruun Juul Fog
- 1884-1905 Johannes Clausen
- 1905-1907 Fredrik Nielsen
- 1907-1916 Hans Sophus Sørensen
- 1916-1931 Thomas Schiøler
- 1931-1940 Fritz Charles Bruun-Rasmussen
- 1940-1962 G. Skat Hoffmeyer
- 1962-1963 Kaj Jensen
- 1963-1980 Henning Høirup
- 1980-1994 Herluf Eriksen
- 1994- Kjeld Holm